# 루아종수랑스

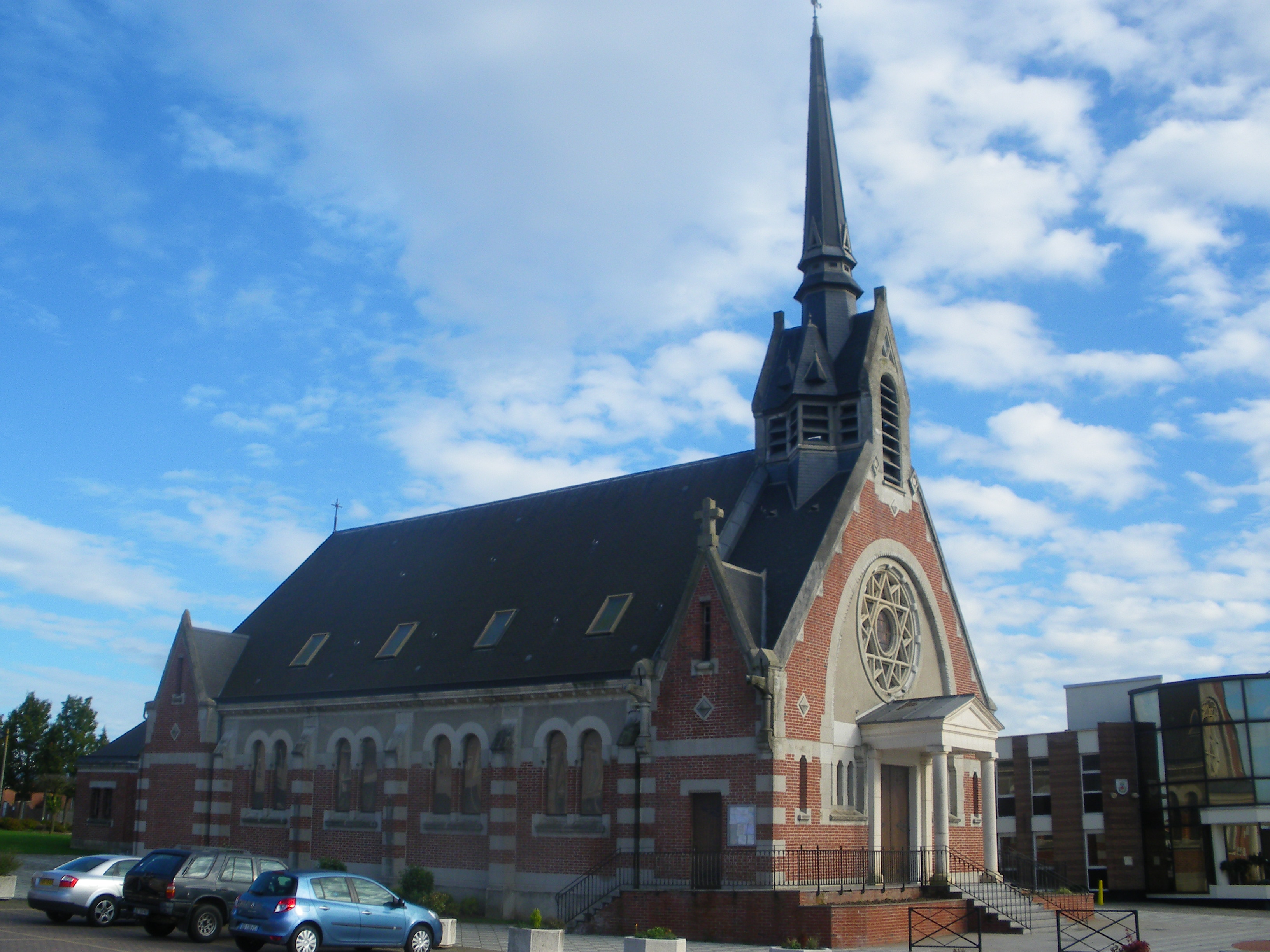
루아종수랑스 교회

루아종수랑스(프랑스어: Loison-sous-Lens)는 프랑스 노르파드칼레 파드칼레주에 위치한 도시로 면적은 3.55km2, 인구는 5,586명(2006년 기준), 인구 밀도는 1,600명/km2이다. 랑스 도심에서 동쪽으로 1.6km 정도 떨어진 곳에 위치하며 D917 도로, D162 도로가 합류한다. 서쪽으로는 A21 고속도로, 남쪽으로는 랑스 운하와의 경계를 형성한다.

시 문장

## 인구
| 연도        | 인구  | ±% p.a. |
| ----------- | ----- | ------- |
| 1968        | 5,223 | —       |
| 1975        | 4,802 | −1.19%  |
| 1982        | 5,022 | +0.64%  |
| 1990        | 5,688 | +1.57%  |
| 1999        | 5,579 | −0.21%  |
| 2007        | 5,507 | −0.16%  |
| 2012        | 5,175 | −1.24%  |
| 2017        | 5,410 | +0.89%  |
| 출처: INSEE |       |         |

## 같이 보기
- 파드칼레주의 코뮌 목록